# Joanna Jaworska
Joanna Jaworska (ur. 22 grudnia 1990) – polska judoczka.
Zawodniczka klubów: MKS Truso Elbląg (2003-2009), KS AZS AWF Gdańsk (od 2010). Brązowa medalistka mistrzostw Europy juniorów 2009. Srebrna (2013) i brązowa (2011) medalistka Uniwersjady w drużynie. Dwukrotna złota medalistka Pucharu Europy: 2012 w Stambule i 2014 w Bratysławie. Mistrzyni Igrzysk Frankofońskich 2013 w Nicei. Trzykrotna mistrzyni Polski w kategorii powyżej 78 kg (2011, 2013, 2014), dwukrotna wicemistrzyni Polski (2011 - kat. open, 2012) oraz czterokrotna brązowa medalistka mistrzostw Polski (2010, 2012 - kat. open, 2013 - kat. open, 2015). 